# Cymbiodyta pacifica
Cymbiodyta pacifica är en skalbaggsart som beskrevs av John Henry Leech 1948. Cymbiodyta pacifica ingår i släktet Cymbiodyta och familjen palpbaggar. Inga underarter finns listade i Catalogue of Life.